# André De Ké
André De Ké (Aalter, 8 juni 1935) is een Vlaams auteur. Hij schreef 15 romans waarvan enkele met historische inslag. In Pierlala beschrijft hij de bekende kleurrijke figuur tegen de achtergrond van de Franse bezetting op het eind van 18e eeuw. In Mijn Jeugd onder de toren heeft De Ké het over zijn jeugdherinneringen in Aalter tijdens de Tweede Wereldoorlog.
Vanaf de jaren 60 was hij medewerker van de Gazette van Detroit, een Vlaamse krant in de VS. Daarnaast schreef De Ké enkele jeugdverhalen in de reeks van de Vlaamse Filmpjes.